# Kamimuria lyubaretzi
Kamimuria lyubaretzi és una espècie d'insecte pertanyent a la família dels pèrlids que es troba a Àsia: el riu Krounovka (el krai de Primórie, Rússia).